# Aedes eatoni
Aedes eatoni är en tvåvingeart som först beskrevs av Edwards 1916.  Aedes eatoni ingår i släktet Aedes och familjen stickmyggor. Inga underarter finns listade i Catalogue of Life.